# Cleveland Brown
För NFL-laget, se Cleveland Browns.

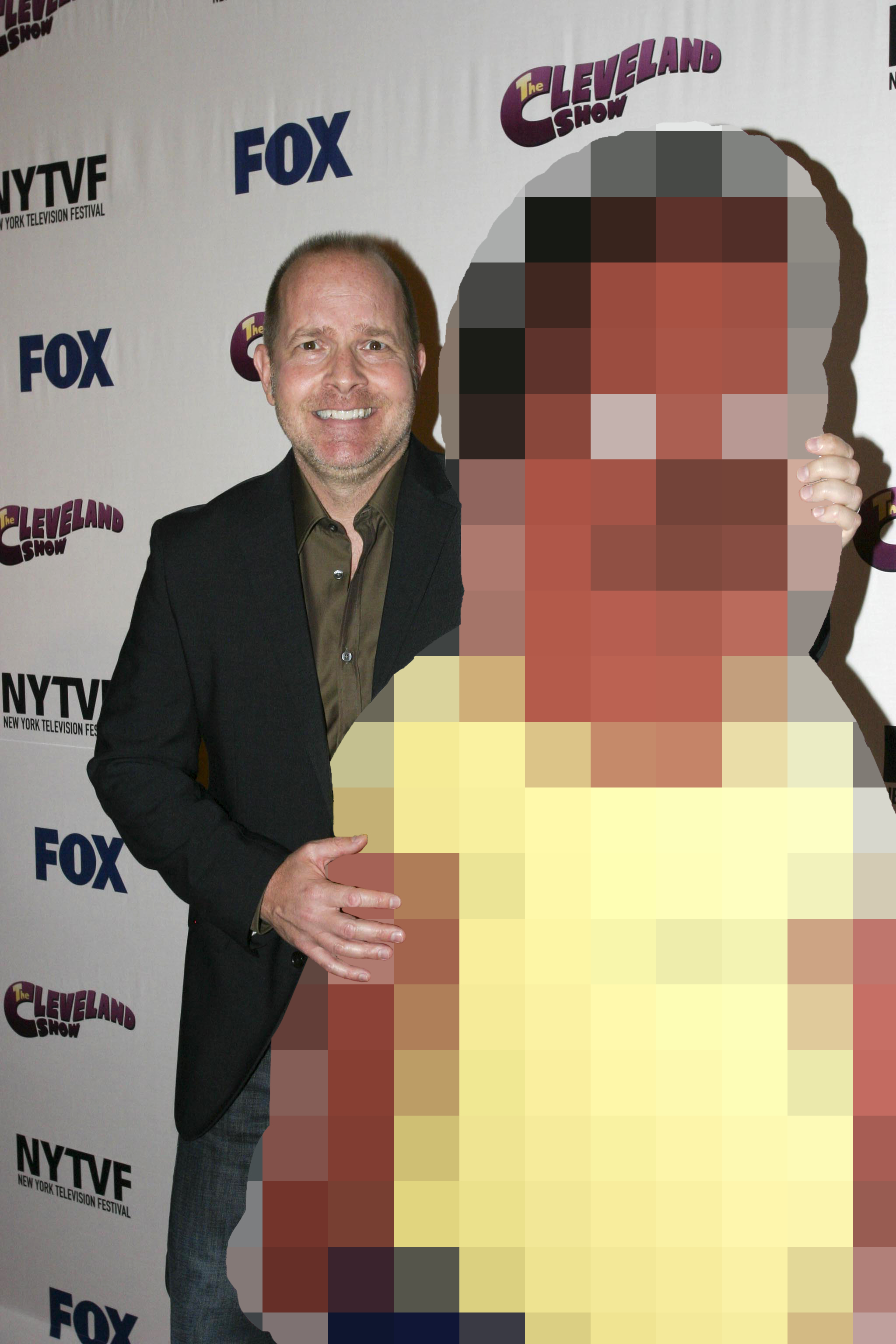
Röstskådespelaren Mike Henry med en bild av Cleveland Brown

Cleveland Brown är en figur i de animerade tv-serierena Family Guy och The Cleveland Show, skapade av Seth MacFarlane. Hans röst görs av Arif Zahir, tidigare gjordes rösten av Mike Henry.
I Family Guy är Cleveland granne till familjen Griffin och en av Peter Griffins bästa vänner. Han utmärker sig som en av få svarta figurerna i serien. Vid seriens början är han gift med Loretta Brown, men de skiljer sig under säsong 4 efter att hon haft en affär med Glenn Quagmire. Med Loretta har Cleveland sonen Cleveland Brown Jr.
Efter säsong 7 av Family Guy skrevs Cleveland ur serien och fick istället den egna spinoffen The Cleveland Show, med start september 2009. I pilotavsnittet flyttar han tillsammans med Cleveland Jr tillbaka till sin uppväxtstad Stoolbend, Virginia. Han gifter sig snabbt med sin ungdomskärlek Donna Tubbs, och får då samtidigt styvbarnen Roberta och Rallo.